# Левон II
Левон II Великий (арм. Լևոն Բ Մեծագործ, фр. Léon II; 1187—1219) коронован как Левон I — первый король Киликийской Армении из армянской династии Рубенидов, правил с 1187 по 1219. Участник третьего крестового похода. Его войска принимали участие во взятии Кипра вместе с Ричардом Львиное Сердце и осаде Акры.
Во время правления Левона Великого, Королевство Армения пережила эпоху экономического и культурного расцвета, являясь одной из самых значимых христианских стран на Ближнем Востоке. Такие мировые силы как Священная Римская империя, папство и даже Аббасидский халиф соперничали за влияние над Королевством Армении. Каждый стремился стать первым, кто признаёт князя Киликии Левона II законным королём. В результате, 6 января 1198 года в городе Тарс он был коронован и провозглашён королём Папой Римским Целестином III и Германским императором Генрихом VI. Левону прислал корону также византийский император.

## Внешняя политика
С первых же дней своего правления Левон II столкнулся с султанами Иконии, Дамаска и Алеппо. Чтобы в дальнейшем не быть застигнутым врасплох, он построил ряд крепостей на границах, где содержались постоянные гарнизоны. Киликия в этот период была одним из экономически и политически сильнейших на Ближнем Востоке государств, имела торговые связи с итальянскими городами и странами Востока, развитое земледелие, ремесла и судоходство. Поэтому крестоносцы считали целесообразным поддерживать с Киликией дружественные отношения.
Исторические условия времени выдвигали Левона II на видное место. В 1187 г. Иерусалим был взят Саладином, и в Европе было решено предпринять новый крестовый поход. Фридрих Барбаросса, который вёл немецкое ополчение, пошёл через Киликию. В скалах Тавра крестоносцы заблудились, и армяне пришли им на помощь. Император Фридрих отправил после того три почётных посольства к Левону II, и в речи к войску, как передаёт армянский историк Вардан, говорил между прочим, что Киликия достойна иметь короля.
Фридрих погиб во время похода, но тогда Левон II обратился к его преемнику, Генриху VI и папе Целестину III, соглашаясь признать себя вассалом германо-римской империи и папского престола. Армянское посольство, направленное Левоном к новому императору Священной Римской Империи и Папе, нашло благоприятный отклик, особенно из-за того. что армяне манили их возможности с последующего воссоединения с католической церковью. Папа, с согласия императора, отправил в Киликию кардинала Конрада Виттельсбаха, архиепископа Майнцского, который привёз с собою, по выражению католикоса Григория, «великолепную корону». Папа ставил некоторые, в общем незначительные, условия для признания Левона II королём; по рассказу летописцев, Левон убедил армянское духовенство принять эти условия «для виду», говоря, что выполняться они не будут. В Тарсе, в соборе св. Софии, 6 января 1198 г., в день Богоявления, католикосом Григорием VI Пахлавуни и кардиналом Конрадом Виттельсбахским, представителем папы, Левон II с большой пышностью был коронован, как король Армении. «Вы нам возвратили, — писал потом Григорий папе, — корону, которую мы утратили с давнего времени, когда были отдалены от вас».
Таким образом Левон II признал себя вассалом Рима. В письмах к папе он подписывался: «со всем почтением, благодарною преданностью». Но, с политической точки зрения, выбор столь отдалённого сюзерена был делом весьма дальновидным. Ни папа, ни германский император никакого реального влияния на дела Киликии иметь не могли, но этот номинальный вассалитет теснее связывал новое царство с христианскими государствами Азии и Европы и давал надежду на помощь в борьбе с врагами. «Соседние народы, — говорит армянский историк, — после коронования послали посольства, чтобы принести дары новому государю». Значение совершившегося понял и византийский император Алексей Ангел. Он тоже поспешил признать Левона II королём, послал от себя «великолепную корону, украшенную золотом и драгоценными каменьями». При этом Алексей писал: «Не возлагай на свою голову корону латинян, но мою, ибо твоё государство ближе к нам, нежели к Риму». Лев принял послов Византии почтительно и отпустил их с дарами.

## Внутренняя политика
Приняв титул царя, Левон II постарался организовать своё царство по западным образцам. Он окружил себя сановниками, частью, утвердив издавна существовавшие должности, частью, создав новые. Европейские хронографы различают при дворе армянского государя те же звания, какие привыкли видеть у себя на родине, но в Киликии эти звания часто имели иное значение. Так коннетабль (thaga-dir или thagabah) была должность наследственная и носителю её предоставлялось возлагать корону на государя; далее шли: начальник конницы (spassalar), капеллан, сенешаль, камерарий, проксимы, magistri scrinorum и т. д.; регент во время несовершеннолетия государя назывался балий (balius). Был организован совет баронов (regalia curia); были графы, капитаны, рыцари. Вообще весь строй жизни был характерно феодальный, выработавшийся, конечно, ещё до Левона II и после него продолжавший развиваться. В Киликии был правильно организованный суд, поставлено дело взимания податей и пошлин, торговля подчинена определённым правилам и т. д. На всей культуре Киликии лежал отпечаток западного влияния. Характерны в этом отношении жалобы одного из киликийских писателей конца XII в., св. Нерсеса Ламбронского: «Население заимствует у франков любовь к благам временным, также как и много прекрасных вещей, забывая о духовных благах».

## Расцвет государства

Армянское Киликийское царство во время правления Левона II

При Левоне II Киликийское царство достигло своего наибольшего распространения. Площадь Киликийской Армении (в начале 13-го века) — ок. 40 000 км², численность населения (в 13-м веке) — более 1 000 000 жителей. Территория Киликийского Армянского Царства обнимала в начале XIII в. весь угол Малой Азии вокруг залива Александретты. Столицею царства был сначала Тарс, потом Сис (Sisia), стоявший, как полагают, на месте древнего города Flaviae на маленьком притоке Джейхана. Источники XII в. согласно рисуют Сис городом большим и населённым, говорят, что в нём было «огромное население», «великолепные церкви», «дворец с бельведерами и садами», архивы, святые мощи и т. д. Кроме Тарса и Сиса был в Киликии ряд других значительных городов. Гаванями служили Мерсине, Айас, Адана, Селевкия, Александретта и Тарс (последний до конца XIII в. был доступен для больших кораблей). Впрочем, армяне никогда не содержали большого флота, и морская торговля велась иностранными купцами, имевшими в Киликии свои фактории и колонии. Военная сила Киликии была достаточна (60 000 — 80 000 пехоты и 20 000 — 40 000 кавалерии, морской флот — 150—200 кораблей), чтобы мериться силами с соседними государствами. Проходы в глубь страны защищал ряд крепостей — Капан, Анарзаба (Анаварза), Вахка, Левонклай (Левнонаберд), Корикос, Ромклай, Маместия (Мсис), Симонклай, Айас (морская крепость), Тавблур, Дразарк, Сев Берд и многие другие. Но лучше всего была укреплена Киликия природой. Один путешественник писал о Киликии: «Эта страна в высшей степени защищённая, ибо с одной стороны она окружена морем, а с другой укреплена высокими и неприступнейшими горами, через которые существует лишь небольшое число проходов, хорошо охраняемых; таким образом чужестранец, если проникнет в страну без особого королевского разрешения, уже не может из неё выйти».
Все эти преимущества не спасли, однако, Киликию от того разгрома, какому подверглась вся Передняя Азия в XIII—XIV в.в. Гибели царства способствовали также внутренние раздоры. Левон II скончался в 1219 г., не оставив мужского потомства.